# Jamie McEwan
James Patrick McEwan (ur. 24 września 1952, zm. 14 czerwca 2014) – amerykański kajakarz górski, kanadyjkarz. Brązowy medalista olimpijski z Monachium.
Zawody w 1972 były jego pierwszymi igrzyskami olimpijskimi (dyscyplina w  tym roku debiutowała w programie igrzysk i ponownie pojawiła się dopiero 20 lat później). Medal zdobył w kanadyjkowej jedynce. Na mistrzostwach świata zdobył srebro w kanadyjkowej dwójce w 1987 i w tej konkurencji zajął czwarte miejsce na igrzyskach olimpijskich w 1992.